# Chaetodiadema africanum
Chaetodiadema africanum is een zee-egel uit de familie Diadematidae.
De wetenschappelijke naam van de soort werd in 1924 gepubliceerd door Hubert Lyman Clark.